# Таганрогский драматический театр имени А. П. Чехова
Таганрогский ордена Почёта драматический театр имени А. П. Чехова — драматический театр в Таганроге. Основан в 1827 году. Современное здание было построено в 1866 году по проекту итальянского архитектора К. Лондерона и Н. В. Трусова. В 1944 году таганрогскому театру было присвоено имя А. П. Чехова.

## История

### XIX век
В 1808 году, когда обсуждался первый генеральный план Таганрога, таганрогское городское самоуправление запросило об устройстве театра в городе. Предполагалось, что это будет отдельно стоящее здание в центральной части города.
В 1827 году группа драматических артистов под управлением неслужащего дворянина Петровского организовала первый творческий коллектив театра. В то время крепостной театр располагался в амбарной пристройке в доме купца Караяни по адресу: ул. Петровская, 27 (ныне — 55). В 1828 году у помещика Е. Корнеева городскими властями за 15 000 рублей приобретены 13 крепостных музыкантов с инструментами и нотами. Первым директором театра стал назначенный градоначальником Александр Гор.
В первоначальном виде труппа актёров просуществовала почти без изменений в течение 20 лет, не раз выезжая с гастролями в Ростов-на-Дону, Новочеркасск. Наряду с популярными в то время комедиями и водевилями в репертуаре театра значились постановки по классическим пьесам Шекспира, Гоголя. В 1845 году Таганрогский театр был в числе первых, поставивший на своей сцене пьесу Грибоедова «Горе от ума», за что режиссёр Петровский был уволен.
Начиная с 1845 года городские власти обращаются к царскому правительству с просьбой о выделении средств на строительство нового театрального здания, но безуспешно. В итоге новое здание театра было построено на средства горожан. В 1863 году согласно третьему генеральному градостроительному плану было определено местоположение будущего театрального здания. В 1865 году было организовано акционерное общество, в создании которого поучаствовал и отец Чехова. 2 апреля 1866 года состоялась закладка первого камня. Двухэтажное здание в стиле неоклассицизма строилось по проекту итальянского архитектора К. Лондерона, приглашенного из Одессы, и русского архитектора Н. Трусова. Строительство обошлось в 55 000 рублей. 25 ноября 1866 года состоялось первое представление — артисты исполняли сцены из итальянских опер. Член дирекции театра, купец С. И. Мавро на свои средства произвёл отделку внутреннего убранства театра на манер итальянского оперного театра «Ла Скала». В 1874 году город выкупил акции, приобретя здание театра в свою собственность.
С 1866 по 1886 год в театре существовали две труппы — итальянская оперная под управлением итальянского антрепренёра Луиджи Росси де Руджеро и русская драматическая под управлением Н. Новикова. Оперная была популярнее, имея в своём составе около 100 исполнителей против 20 в драматической. В репертуаре театра были оперы Россини, Верди, Глинки, Чайковского. На сцене театра выступали известные итальянские исполнители Белатти, Зангери.
В 1870-е годы драматическая труппа набирает популярность и её состав увеличивается вдвое. На гастроли в таганрогский театр приезжали знаменитые трагики Айра Олдридж, Эрнесто Росси, Томазо Сальвини.
В 1895 году за постановку запрещённой пьесы Льва Толстого «Власть тьмы» был привлечён к уголовной ответственности антрепренёр Н. Синельников.
В 1896 году в театре была поставлена и с огромных успехом принята публикой «Чайка» А. П. Чехова.

### XX век
В 1901 году в здании театра состоялся первый киносеанс в Таганроге.
Шесть последних предреволюционных лет в таганрогском театре работала труппа антрепренёра госпожи
Н. К. Шатлен.
После революции наблюдался застой в театральной деятельности, поднимался даже вопрос о закрытии театра. Пьесы из театральной библиотеки Шатлен в 20-е годы были переданы в городскую библиотеку.
В 1920 году театр был национализирован и назван народно-художественным. На его сцене, наряду с произведениями классической драматургии, ставились новые пьесы — «Выстрел» А. Безыменского, «Королевский брадобрей» А. Лунарчарского, «Васса Железнова» М. Горького. Организаторами нового театра были С. Д. Орский и В. Г. Ордынский, впоследствии главный режиссёр и художественный руководитель. На сцене театра по-прежнему гастролировали известные артисты из центральных театров, например, мхатовцы О. Книппер-Чехова, А. Л. Вишневский, И. М. Москвин, А. К. Тарасова. В последующие годы театром руководили А. Б. Надеждов, затем К. Т. Бережной, работали актёры М. А. Куликовский, Г. Е. Леондор, Е. А. Алмазов, Ф. В. Григорьев и др.
В 1941 году Таганрог был оккупирован немцами. Многие актёры были отправлены на фронт, имевшие еврейское происхождение — расстреляны фашистами. Во время войны театр не прекращал своей работы, но спектакли и игра актёров-непрофессионалов были низкого качества. В основном, театр работал как музыкальный. Именно в это время немцы построили оркестровую яму.
В 1943 году город был освобождён от немецко-фашистских захватчиков.
Своей труппы после освобождения города театр не имел, сцена предоставлялась гастролировавшим популярным артистам эстрады и кино и другим театральным коллективам. Постановлением Совнаркома СССР театру было присвоено имя Антона Павловича Чехова. В состав труппы вошли выпускники курса ГИТИСа Михаила Тарханова — Л. Антонюк, Е. Солодова, Н. Богатырёв, Н. Подовалова. Режиссёрами-педагогами этого курса были В. Белокуров и В. Мартьянова. 10 января 1945 года на сцене чеховского театра была сыграна дипломная работа курса — пьеса Чехова «Три сестры».
Последующие 20 лет были наиболее плодотворными в истории таганрогского театра и оставили глубокий след и добрую память у зрителей города. Коллектив творческих единомышленников сложился в начале 1960-х годов, когда в состав чеховского театра вошёл молодой актёр Петр Шелохонов и его удачно поддержали опытные сценические партнеры — Клара Тузова, В. Шагов, К. Киреева, В. Карпащиков, С. Коваль, О. Воробьёва и основной состав труппы. Большой успех, отраженный в союзном журнале «Театр» (№ 8 за 1965 год) заслужил спектакль «Иванов» по одноимённой пьесе А. П. Чехова. Роль Иванова в этом спектакле исполнил Петр Шелохонов, который вскоре был приглашен в Ленинград. К сожалению, самые талантливые артисты таганрогского театра со временем уехали в Москву и Ленинград.
В конце 60-х коллектив талантливых единомышленников распался — начался новый период, однотипный для большинства советских периферийный театров и характерный постоянным обновлением труппы, конфликтами — весьма далёкими от творческих — и периодической сменой руководителей. С 1966 года по 1979 год главным режиссёром театра был заслуженный деятель искусств РСФСР Владимир Станиславович Цесляк.
В 1967 году состоялся выпуск Ростовского училища искусств, который полностью вошёл в состав чеховского театра — Тамара Беленко, Нелли Ергакова, Нина Пантелеева, Валерий Солохин, Семен Краснюк. Продолжали работать и ветераны театра О. Воробьёва, К. Тузова, В. Гармашев, А. Ионов, В. Шагов, К. Киреева. Театром продолжал руководить В. С. Цесляк, он наряду с русской классикой ставил и современные советские пьесы: «Разлом» Б. Лавренёва, «Забыть Герострата» Г. Горина, «В списках не значился» Б. Васильева, «Четыре капли» В. Розова, «Сказки старого Арбата» А. Арбузова. Впервые в Таганроге осуществлена постановка пьесы А. Вампилова «Прощание в июне». Премьера вампиловской пьесы состоялась в январе 1967 года, и автор по этому случаю посетил Таганрог.
В 1977 году, в год 150-летнего юбилея, театр был приглашён в Москву со спектаклем «Дядя Ваня», который поставил на таганрогской сцене главный режиссёр театра имени Моссовета П. Хомский. Роль Астрова в этом спектакле исполнил Аристарх Ливанов, после гастролей оставшийся в Москве в театре имени Моссовета. А в р Елены Андреевны дебютировала молодая актриса Елена Федоровская. За последующие годы она стала признанной чеховской актрисой таганрогского театра, воссоздала почти все женские образы из пьес Антона Павловича и в 1998 г. стала Заслуженной артисткой России.
Помимо «Дяди Вани» московскому зрителю в этой юбилейной поездке были показаны спектакли «Беспокойная старость» Рахманова, «Ривьера» Мольнара, «Последняя инстанция» Матуковского и сказка Устинова «Бочка меда». Было присвоено звание заслуженных артистов Ольге Воробьёвой, Анатолию Ионову, Нелле Ергаковой, звание заслуженного работника культуры РСФСР — главному художнику театра Николаю Ливаде.
С октября 1977 года по 1980 год главным режиссёром театра был Юлий Авдеевич Тамерьян, с 1980 по 1985 — Георгий Всеволодович Цветков, который начал осваивать малую сцену: спектакли ставились в «Лавке Чеховых», в чеховской гимназии. Директором театра в эти годы был Геннадий Щёткин. За время творческого руководства Цветковым на сцене театра прошли премьеры спектаклей «Тихий Дон» по М. Шолохову, «Спешите делать добро» М. Рощина, «Чёрный монах» по Чехову.
С 1985 по 1987 главным режиссёром театра был выпускник Московского театрального училища им. Щукина Александр Васильевич Иваненко. В театр пришёл молодой актёр Владислав Ветров.
С 1987 по 1990 год главным режиссёром театра работал Михаил Викторович Изюмский. Ученик Марка Захарова и Анатолия Васильева, М. В. Изюмский открыл новую страницу в жизни театра, предложил новый, оригинальный метод репетиций, новый репертуар. Спектакли по пьесам Юрия Олеши «Зависть» с Владиславом Ветровым и Ольгой Чикаловой в главных ролях, «Майя» Разумовской с Еленой Изюмской (театральный псевдоним Прозоровская) в заглавной роли, «Мастер и Маргарита» Булгакова в постановке Александра Урбановича — имели несказанный и бурный успех как у молодёжи так и у старых театралов и привлекли в театр нового зрителя. Группа молодых актёров, работавшая с режиссёрами Изюмским и Урбановичем, запомнилась яркими и талантливыми ролями: Елена Изюмская (Прозоровская) — Маргарита в «Мастере и Маргарите», Герман Литвинов в роли Иуды, Владислав Ветров в роли Мастера, Иван Подымахин в роли Иешуа, Сергей Избаш — Кот Бегемот, Владимир Бабаев в роли доктора Стравинского, Ирина Сафонова — Нина Заречная «Чайка» Чехова, Сергей Герт в спектакле «Плацо» Фридбергаса. В это же время появляется на сцене талантливая юная актриса Ольга Белошапка.
В январе 1990 года руководство театром возглавил литератор, журналист и театральный критик Владимир Федоровский, избранный на должность директора. Осенью 1990 года (из-за творческих разногласий с директором и частью труппы) театр покинули режиссёры Михаил Изюмский, а затем и Александр Урбанович и Владимир Рогульченко, которые вместе с режиссёром Светланой Ливадой входили в режиссёрскую коллегию и пытались осуществлять коллективное художественное руководство театром. После их ухода Федоровский возрождает в театре институт главных режиссёров и приглашает на эту должность Бориса Горбачевского, который возглавлял театр до конца 1994 года.
В. Г. Федоровский работал в театре до осени 1994 года. За это время он организовал и провел в Таганроге пять театральных фестивалей, осуществил, совместно с Московским товариществом режиссёров, проект постановки «Вишнёвого сада» (режиссёр Ю. А. Калантаров) с участием английской актрисы театра и кино леди Кэролайн Блэкистон.
Свои впечатления о работе в Таганроге К. Блэкистон впоследствии воплотила в моноспектакле «Чёрный хлеб и огурцы», с которым неоднократно выступала в Лондоне и Москве в 1993 году. Текст этой пьесы опубликован в журнале «Драматург» (№ 4, 1994).
Презентация «Вишнёвого сада» состоялась 18 марта 1991 года в Москве, в театре «Эрмитаж». На ней присутствовали послы Великобритании и Израиля. Кроме этой представительской поездки театр ежегодно выезжал на все чеховские фестивали в Ялту, Москву, Владимир со спектаклями «Чайка», «Три сестры», «Дядя Ваня», «Вишнёвый сад» и «Медведь». Практически во всех акциях таганрожцев принимали участие ведущие театральные критики России во главе с академиком Владимиром Яковлевичем Лакшиным. Посетил таганрогские фестивали и известный театровед Великобритании Стив Ле Флеминг. За эти годы в Таганроге трижды побывал МХАТ во главе с Олегом Ефремовым, который активно поддерживал начинания Федоровского по преобразованию театра и всемерно им способствовал. Так, по настоянию Олега Николаевича Совет министров РФ весной 1991 года принимает решение о финансировании реконструкции и реставрации таганрогского театра (реконструкция завершилась в 2007 году), при поддержке О. Н. Ефремова в 1991 году театр получил статус Мемориального чеховского театра. По замыслу и при содействии Министерства культуры РФ, СТД и МХАТ городской театр должен был перейти в федеральное подчинение и (по образцу Шекспировского мемориального театра в Стратфорде-на-Эйвоне) стать общероссийской и международной творческой лабораторией и методическим центром по сбору и изучению мирового опыта постановок чеховской драматургии, лучшие образцы которых воссоздавались бы на таганрогской сцене. В формирование этого замысла многое внесли О. Н. Ефремов, В. Я. Лакшин, Стив Ле Флеминг, Кэролайн Блэкистон. Они провели большую организационную работу, чтобы Таганрог, перехватив эстафету у Ялты, стал городом регулярного (раз в два года) проведения «Международных театральных фестивалей на родине А. П. Чехова». Первый из таких фестивалей В. Г. Федоровский, совместно с известным театроведом и театральным критиком Ланой Гарон, организовал и провёл в мае 1993 года. В нём приняли участие лучшие театры России, Грузии, Японии и Италии.
В 1991 году для пополнения труппы театра молодёжью по инициативе Федоровского была создана театральная студия, которую возглавили режиссёр Светлана Ливада и актёр театра Александр Топольсков. При студии начала работать группа артистов кукольного театра. Затем на основе студии в городском музыкальном училище был создан актёрский курс, который возглавил Борис Горбачевский. Сегодня выпускники этого курса успешно работают в ведущих московских театрах.
В июле 1994 года, не найдя поддержки своим реформам у труппы, В. Г. Федоровский выступает в «Таганрогской правде» со статьёй, объясняющей сложившуюся ситуацию, и уходит из театра. На посту директора его сменяет заслуженный работник культуры России Тамара Прокофьевна Бувалко. За годы её руководства (1994—2006 гг.) театр основательно перепрофилируется, изменив свой статус с мемориального на муниципальный. Из штатного расписания исключаются должности главного режиссёра, очередных режиссёров, главного художника, заведующего литературной частью, заведующего музыкальной частью и т. д. Из-за творческих разногласий уходит Борис Горбачевский. Театр переходит на постоянную работу с разовыми приглашёнными режиссёрами.
В эти годы ставятся «Скрипка Ротшильда», «Леший» и «Иванов». Из других значительных спектаклей следует отметить «Бег» по Булгакову, и «Царевич Алексей» Д. Мережковского.
Весной 1998 года французская ассоциация «Мир без границ» наградила таганрогский театр призом «Золотая пальма». Чеховский театр получил и приглашение участвовать в российском фестивале «Золотая маска».

### XXI век
С 2006 года директором и художественным руководителем театра является дважды заслуженный артист России Сергей Герт.

## Репертуар
В настоящее время в репертуаре театра значатся спектакли:
- «ГОЛОДРАНЦЫ или АРИСТОКРАТЫ?» (Э. Скарпетта)

«ТРИ СЕСТРЫ» (А. Чехов)
- «ПЕР ГЮНТ» (Сценическая версия А.Фекета по мотивам одноименной пьесы Г. Ибсена)
- «СТРАННЫЕ ЛЮДИ» (Л. Андреев)
- «ПЯТЬ — ДВАДЦАТЬ ПЯТЬ» (Д. Привалов)
- «НЕБЕСНЫЙ ТИХОХОД» (М. Самойлов)
- «СЕМЕЙКА КРАУЗЕ» (А. Коровкин)
- «ЗОЙКИНА КВАРТИРА» (М. Булгаков)
- «ДУШЕЧКА» (А. Чехов)
- «ЧЕЛОВЕК В ФУТЛЯРЕ» (А. Чехов)
- «ПЕРЕБОР» (Х. Бергер)
- «ОХ, УЖ ЭТА АННА!» (М. Камолетти)
- «Д-Р» (комедия в двух действиях по пьесе Б. Нушича «Доктор философии»)
- «ПРИМАДОННЫ» (К. Людвиг)
- «ОСКАР» (К. Манье)
- «ЗВЕЗДНЫЙ ЧАС» (К. Людвиг)
- «ИГРАЕМ В ДРУЖНУЮ СЕМЬЮ, ИЛИ ГАРНИР ПО-ФРАНЦУЗСКИ» (М. Камолетти)

### Детские спектакли
- «ДЕНЬ РОЖДЕНИЯ КОТА ЛЕОПОЛЬДА» (А. Хайт)
- «КАК НАСТЕНЬКА ЧУТЬ КИКИМОРОЙ НЕ СТАЛА» (В. Илюхов)
- «ВАСИЛИСА ПРЕКРАСНАЯ»(С. Прокофьева, Г. Сапгир)
- «ЗОЛУШКА» (Е. Шварц)
- «СКАЗКА СТАРОГО ЗАМКА» (И. Гошин)
- «СПЯЩАЯ КРАСАВИЦА» (Т. Уфимцева)
- «ДВЕ БАБЫ ЯГИ» (Р. Сеф, Т. Карелина)
- «ВСЕ МЫШИ ЛЮБЯТ СЫР» (Д. Урбан)

## Известные сотрудники театра
- Антонюк, Людмила Сергеевна (1921—2004) — актриса, Народная артистка России.
- Бондарчук, Сергей Фёдорович (1920—1994) — Народный артист СССР, лауреат Ленинской премии, кинорежиссёр[9].
- Бражников, Александр Николаевич — Заслуженный артист России.
- Бабаев, Владимир Владимирович (1956) — актёр.
- Ветров, Владислав Владимирович (1964) — актёр, режиссёр, Заслуженный артист России.
- Герт, Сергей Давыдович — художественный руководитель театра, актёр, режиссёр.
- Глазырин, Алексей Александрович (1922—1971) — советский актёр театра, кино и дубляжа. Заслуженный артист РСФСР. Работал в театре с 1944 по 1954 год.
- Гнутов Александр Михайлович — звукорежиссёр (с 2012 года)
- Дворжецкий, Вацлав Янович (1910—1993) — актёр.
- Климов, Марк Митрофанович (1931—1975) — актёр, Заслуженный артист РСФСР[10].
- Краснюк-Яблокова, Тамара Алексеевна (1939—2008) — актриса, Народная артистка России.
- Ливада, Николай Николаевич (1941) — художник-постановщик.
- Ливанов, Аристарх Евгеньевич (1947) — актёр, Народный артист России.
- Надеждов, Аркадий Борисович (1886—1939) — российский театральный режиссёр, первый постановщик пьесы Велемира Хлебникова.
- Рогульченко, Владимир Дмитриевич (1950) — российский театральный режиссёр, актёр, Заслуженный артист РФ, главный режиссёр Краснодарского муниципального молодёжного театра.
- Солодова, Елизавета Михайловна — Народная артистка РСФСР
- Урбанович, Александр Григорьевич — российский режиссёр-постановщик
- Феденко, Анатолий Семёнович (1942—2020) — Заслуженный артист России[11].
- Цырков, Владимир Александрович (1954—2021) — российский композитор, специалист по фольклорной и духовной музыке.
- Черенков, Александр Алексеевич — актёр.
- Шагов, Василий Алексеевич — (1915—1987) актёр (1944—1980), директор театра (1965-1968 и 1975-1977)
- Швец, Надежда Фёдоровна (1959—2022) — художник-постановщик.
- Шелохонов, Пётр Илларионович (1929—1999) — Заслуженный артист России.

## Награды
- Орден «Знак Почёта» (22 февраля 1977 года) — за заслуги в развитии советского театрального искусства[12]